# Liste der Kulturdenkmäler in Münchweiler an der Rodalb
In der Liste der Kulturdenkmäler in Münchweiler an der Rodalb sind alle Kulturdenkmäler der rheinland-pfälzischen Ortsgemeinde Münchweiler an der Rodalb aufgeführt. Grundlage ist die Denkmalliste des Landes Rheinland-Pfalz (Stand: 31. August 2023).

## Einzeldenkmäler
| Bezeichnung                       | Lage                                         | Baujahr                            | Beschreibung                                                                                     | Bild                           |
| --------------------------------- | -------------------------------------------- | ---------------------------------- | ------------------------------------------------------------------------------------------------ | ------------------------------ |
| Quereinhaus                       | Hanauer Straße 17 Lage                       | um 1800                            | Fachwerk-Quereinhaus, teilweise massiv, Krüppelwalmdach, um 1800                                 | weitere Bilder Fotos hochladen |
| Katholische Pfarrkirche St. Georg | Kirchgasse 3 Lage                            | 1893/94                            | neugotische Sandsteinhalle, 1893/94, Architekt Wilhelm Schulte I., Neustadt an der Weinstraße    | weitere Bilder Fotos hochladen |
| Kriegerdenkmal                    | Kirchgasse, vor Nr. 3 Lage                   |                                    | Kriegerdenkmal 1914/18                                                                           | weitere Bilder Fotos hochladen |
| Kreuze                            | Pirminiusstraße, auf dem alten Friedhof Lage | ab 1813                            | Kruzifix, klassizistisch, bezeichnet 1813; Betonkreuz mit Korpus, Anfang des 20. Jahrhunderts    | weitere Bilder Fotos hochladen |
| Wegekreuz                         | Prinzregentenstraße, gegenüber Nr. 106 Lage  | um 1900                            | Wegekreuz, um 1900                                                                               | weitere Bilder Fotos hochladen |
| Wegekreuz                         | Römerstraße, am neuen Friedhof Lage          | 20. Jahrhundert                    | Wegekreuz, Sandstein, 20. Jahrhundert                                                            | weitere Bilder Fotos hochladen |
| Rathaus                           | Schulstraße 19 Lage                          | zweite Hälfte des 19. Jahrhunderts | ehemalige Schule; spätklassizistischer Putzbau, wohl aus der zweiten Hälfte des 19. Jahrhunderts | weitere Bilder Fotos hochladen |
| Wegekreuz                         | Riegelbrunnerhof, bei Nr. 6a Lage            | 1886                               | Wegekreuz, angeblich bezeichnet 1886                                                             | weitere Bilder Fotos hochladen |